# Callyspongia hospitalis
Callyspongia hospitalis är en svampdjursart som först beskrevs av Stephens 1915.  Callyspongia hospitalis ingår i släktet Callyspongia och familjen Callyspongiidae. Inga underarter finns listade i Catalogue of Life.